# Henry Van den Bulcke
Henry Van den Bulcke (Elsene, 29 april 1889 – Brussel, 9 december 1947) was een Belgisch ijshockeyer en sportbestuurder.

## Levensloop
Als jonge advocaat kreeg Van den Bulcke van de IIHF de vraag om een zelfstandige Belgische ijshockeyfederatie te stichten, iets wat in 1912 gebeurde. Van den Bulcke werd zelf de eerste voorzitter van de Koninklijke Belgische IJshockey Federatie (KBIJF). Enkele weken later ontving Van den Bulcke ook de voorzittershamer van de Ligue Internationale de Hockey sur Glace (LIHG); op dat moment was Van den Bulcke nog geen 23 jaar oud. Hij zou internationaal voorzitter blijven tot 1920. Deze periode werd kort onderbroken tijdens het jaarlijks congres van de LIHG te Berlijn in 1914.
Ook was hij zelf actief als ijshockeyer bij Brussels IHSC, waarvan hij tevens voorzitter was. Op het Europees kampioenschap van 1911 in het Duitse Berlijn won hij met de nationale ploeg brons en op het EK van 1913 in het Duitse München goud. Ten slotte was hij ook actief als internationaal referee.